# Chêne-Thônex
Chêne-Thônex (toponimo francese) è stato un comune svizzero del Canton Ginevra.

## Storia
Il comune di Chêne-Thônex è stato istituito nel 1792 e soppresso nel 1869 con la sua divisione nei nuovi comuni di Chêne-Bourg e Thônex.

## Geografia antropica

### Frazioni
Le frazioni di Chêne-Thônex erano:
- Chêne-Bourg
- Thônex
  - Bel-Air
  - Fossard
  - Moillesulaz
  - Petit-Thônex
  - Villette